# Yendo de la cama al living (canción)
«Yendo de la cama al living» es una canción del músico argentino Charly García, grabada por primera vez en 1982, como apertura y primer corte de difusión del álbum homónimo y segundo disco solista de su carrera musical.
Esta canción fue también versionada en el Hello! MTV Unplugged, incluyendo un solo de violín y un solo de contrabajo, antes del solo de piano.
En 2019, el grupo musical argentino Los Tipitos, con Alejandro Lerner como invitado, hicieron un cóver de esta canción.

## Composición
Esta canción se le ocurrió a García cuando vio que su hijo Migue García escuchaba el principio de una canción de Serú Girán y luego la retrocedía (rebobinándola) para volverla a escuchar. Existen dos versiones sobre la conversación que siguió después: en una, sorprendido, Charly le pregunta a su hijo por qué lo hacía, a lo cual este responde que lo hacía porque no entendía la canción. Debido a esta conversación, a García se le ocurrió empezar a hacer una música y su letra sin saber cómo se desarrollaría. De esa forma, partió con los dos acordes iniciales, sol menor y do menor, y un ritmo de la batería electrónica Rhythm Composer TR-808, y así creó la canción progresivamente.
En la otra versión, contada por Charly, el músico explica: “Me acerqué a preguntarle [a Migue García] si la parte que venía no le gustaba, y me dijo que para él los temas tenían que tener sólo una parte”; luego agregando: “gracias a él entendí que muchas veces la música se complica demasiado, como si no se pudiera, digamos, gozar... Entonces hice «Yendo de la cama al living», y eso le gustó".

## Video musical
El video musical que se realizó para la promoción del sencillo fue el primero en formato video musical moderno en Argentina. Fue editado por Ismael Salgado, en 1982. El clásico video de «Yendo de la cama al living» fue estrenado en el especial de Serú Girán en ATC, en el mismo año; hubo una parte dedicada a la carrera solista de cada uno de sus miembros. El video muestra un montaje de imágenes que se alternan entre el estudio y escenas inconexas. Se hace notar la influencia del video musical de la canción de Bob Dylan «Subterranean Homesick Blues», siendo tal vez un homenaje, ya que fue el primer video en formato moderno de la historia.

## Músicos
- Charly García: Voces, teclados, guitarra eléctrica, bajo, redoblante y bombo.